# Charles Grad
Pour les articles homonymes, voir Grad.
Charles Grad, né le 8 décembre 1842 à Turckheim et mort le 3 juillet 1890 à Wintzenheim-Logelbach, est un homme politique catholique – député protestataire – et écrivain scientifique alsacien, auteur de nombreux ouvrages, articles de presse et d'un journal intime tenu tout au long de sa vie. 

## Biographie
Issu d'une famille de manufacturiers, Charles Grad, après avoir été un brillant élève de l'École des mines, commença par s'adonner à l'industrie, ainsi que l'ont fait Hirn, Scheurer-Kestner, et tant de ses compatriotes célèbres dans l'histoire des sciences ou des arts. Ses premiers travaux furent adressés à la Société de géologie. Après 1870, Charles Grad n'opta pas pour la nationalité française, mais il resta un des chefs du parti de la protestation. En 1877, il fut nommé député de Colmar au Reichstag, qu'il représenta pendant treize années consécutives. L'Académie des sciences morales et politiques se l'attacha en 1883, comme Correspondant dans la section de l'économie politique. Grad succombait le 3 juillet 1890, à l'âge de quarante-sept ans, à une maladie de cœur.

## Hommages et postérité
Des rues de Colmar, Sélestat et Strasbourg portent son nom.

## Œuvres
- L'Australie intérieure: explorations et voyages à travers le continent australien de 1860 à 1862. Arthus Bertrand, Challamel, Paris 1864.
- Le foyer alsacien. Légendes et traditions populaires. - Un casque de fer. Strasbourg 1864.
- Esquisse physique des iles Spitzbergen et du pôle arctique. Challamel, Paris 1866.
- Essai sur l'hydrologie du bassin de l'Ill. Bader L. L, Mulhouse 1867.
- Essais sur le climat de l'Alsace et des Vosges. E. Perrin, Mulhouse 1870.
- Rapport sur les recherches de M. Gérard sur la faune historique des mammifères sauvages de l'Alsace. Présenté à la Société d'Histoire naturelle de Colmar. Decker, Colmar 1872.
- L'Alsace, sa situation et ses ressources au moment de l'annexion. C. Delagrave, Paris 1872.
- Description des formations glaciaires de la chaîne des Vosges. 1872.
- Mémoire sur les lacs et les tourbières des Vosges. Gley E, Epinal 1871.
- Wiener Weltausstellung. Bericht ueber die Industrie des Elsasses. Colmar 1873.
- Exposition universelle de Vienne. Notice sur l'industrie et le commerce de l'Alsace. Strasbourg 1873.
- Coup d'œil sur l'exploitation des chemins de fer de l'Alsace-Lorraine. 1874.
- Études historiques sur les naturalistes de l'Alsace. 1874.
- Die Weinsteuer-Gesetzgebung. Bericht an den internationalen Weinbau-Kongress zu Colmar. Strassburg 1875.
- De l'Influence de l'ablation sur la débâcle des mers polaires. impr. de E. Martinet, Paris 1875.
- Étude sur les cours d'eau de l'Alsace, leurs débordements et leur régularisation. Jung J.-B, Colmar 1876.
- Considérations sur les finances et l'administration de l'Alsace-Lorraine sous le régime allemand. Paris, Strasbourg und Mulhouse 1877.
- Établissements cotonniers du Logelbach filature et tissage. Colmar 1878.
- Les forêts de l'Alsace et leur exploitation. Colmar 1877.
- Heimathskunde, Schilderungen aus Elsass über Land und Leute. Vve J. B. Jung, Colmar 1878.
- Études statistiques sur l'industrie de l'Alsace. I. Monographies industrielles. II. Institutions industrielles. Questions ouvrières. Colmar 1879, 1880.
- Les Assurances ouvrières en Allemagne: caisses de malades, assurances contre les accidents. Veuve Bader, Mulhouse 1882.
- Lettres d'un simple bourgeois sur la politique en Alsace-Lorraine. (1882)
- Études historiques sur les naturalistes de l'Alsace: Guillaume Philippe Schimper, sa vie et ses travaux. 1808-1880. Notice lue à la Société d'histoire naturelle de Colmar. Decker C, Colmar 1880.
- Politik und Finanzen in Elsass-Lothringen. Rede gehalten im Landesausschuss von Elsass-Lothringen (Sitzung vom 18. Januar 1883). (Aus Comarer Ditsch uebersetzt). Strasbourg 1883.
- La révision du cadastre et la péréquation de l'impôt foncier. Rapport fait au Landesausschuss d'Alsace-Lorraine. Bader, Mulhouse 1884.
- « Un écrivain allemand sur la limite des langues en Alsace-Lorraine », Revue catholique d'Alsace 1883-1884,‎ 1884, p. 385-393, 459-466 (lire en ligne)
- Le Peuple allemand, ses forces et ses ressources. Hachette, Paris 1888.
- L'Alsace, le pays et ses habitants, Hachette, Paris, 1889, plusieurs rééd. dont Contades, Strasbourg 1983.
- Billich, André, éditeur scientifique: Correspondance : textes inédits. Société d'histoire et d'archéologie Wickram de Turckheim, 1989.

Zig-zags de l'Alsace à travers l'Orient, première partie Égypte et Nubie, Mulhouse Aux Bureaux de "L'Express" 1886.

## Sources
- Nécrologie parue dans La Nature, no 893, 12 juillet 1890